# Перша інавгурація Барака Обами
Перша Інавгурація Барака Обами, 44-го президента США, відбулася 20 січня 2009 року. 

## Перебіг
Одночасно Джо Байден був приведений до присяги як 47-й віце-президент США. Інавгурація стала рекордною в історії США за числом відвідувачів — за різними оцінками, від 800 тисяч до 1,8 млн осіб.

## Особливості
Офіційно оголошене гасло інавгурації — «Нове народження свободи», присвячене 200-річчю з дня народження Авраама Лінкольна, який скасував рабство. Барак Обама — перший афроамериканець, що став президентом (хоча і не нащадок рабів, як більшість афроамериканців США); крім того, Обама, як і Лінкольн, почав свою політичну кар'єру у штаті Іллінойс.